# Susana Olarte
Susana Beatriz Olarte (Rosario, 11 de noviembre de 1946) es una deportista argentina, especializada en atletismo adaptado, que se ha destacado por ser una de las máximas medallistas paralímpicas de ese país, de América Latina y de los países de habla hispana. Olarte ganó nueve medallas, cuatro de ellas de oro, en los Juegos Paralímpicos de Tokio 1964 y Tel Aviv 1968, en atletismo y básquetbol en silla de ruedas. En Tel Aviv 1968 obtuvo además tres récords mundiales en los lanzamientos de bala (6,06 m), disco (17,01 m) y clava (29,30 m). Olarte obtuvo también medalla de oro en lanzamiento de bala en los segundos Juegos Panamericanos para deportistas paralímpicos realizado en Buenos Aires en 1962.
Susana Olarte contrajo poliomielitis a los cinco años. A los doce años obtuvo el título de profesora de piano y solfeo. Trabajó como empleada administrativa en la Municipalidad de Rosario, donde se jubiló. En 2014 la Municipalidad de Rosario incluyó su nombre en una de las placas colocadas en el Paseo de los Olímpicos.
Por sus logros deportivos fue reconocida en Argentina como Maestra del Deporte.
En el Museo del Deporte Santafesino de la ciudad de Rosario, Susana tiene un espacio destacado.

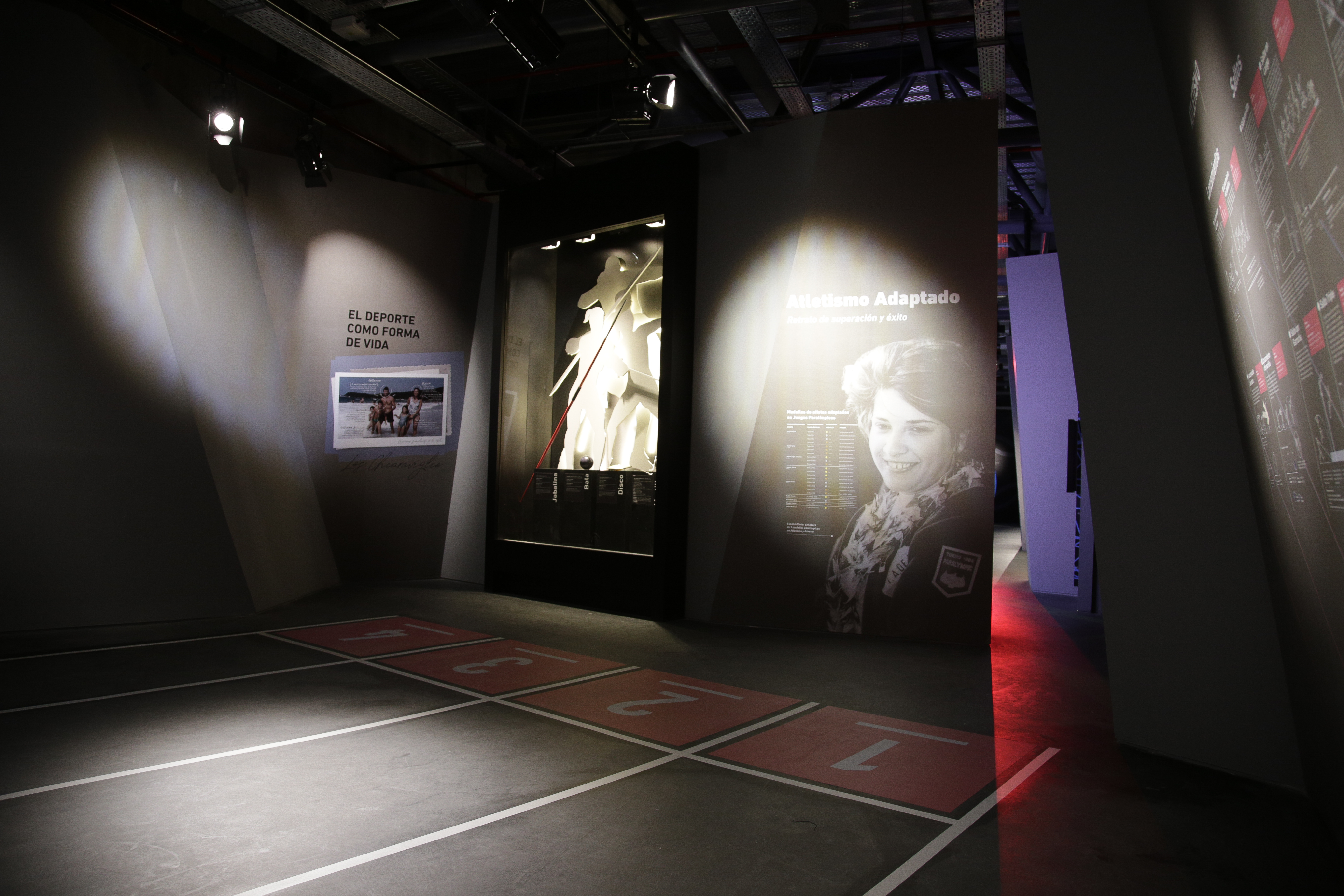

## Carrera deportiva

### Juegos Paralímpicos de Tokio 1964

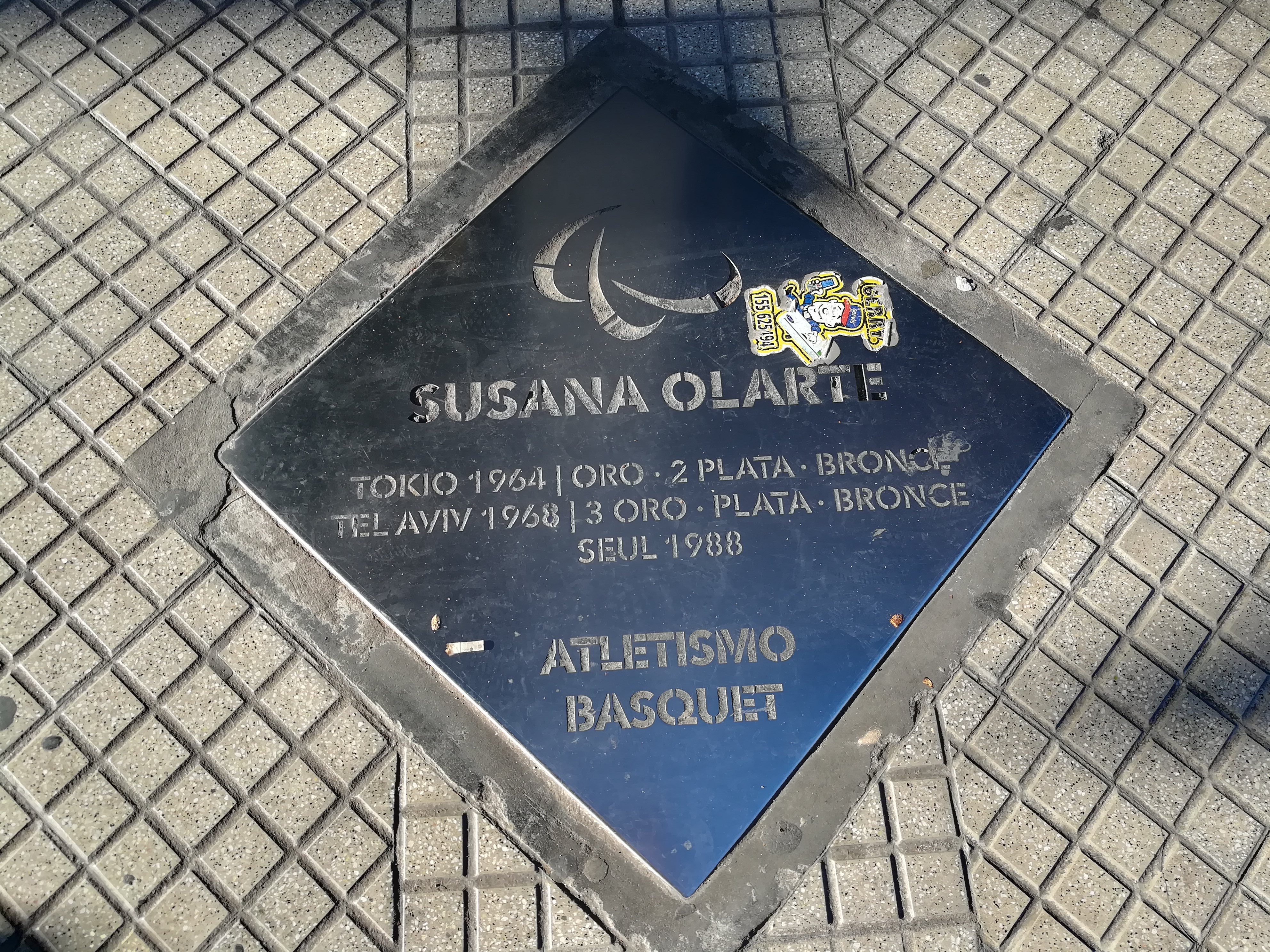
Placa homenaje a Olarte en el Paseo de los Olímpicos de Rosario.

En los Juegos Paralímpicos de Tokio 1964 Susana Olarte obtuvo cuatro medallas en atletismo, una de oro, dos de plata y una de bronce.
| \| Atletismo: Mujeres lanzamiento de bala B \| Atletismo: Mujeres lanzamiento de bala B \| Atletismo: Mujeres lanzamiento de bala B \| Atletismo: Mujeres lanzamiento de bala B \| Atletismo: Mujeres lanzamiento de bala B \| \| \| Deportista \| País \| Distancia \| \| \| ------------------------------------------------------------------------------------------------------------------------------------------------------ \| ---------------------------------------- \| ---------------------------------------- \| ---------------------------------------- \| ---------------------------------------- \| \| 1 \| Susana Olarte \| Argentina \| 4.36 \| \| \| 2 \| Lynnette Gilchrist \| Rodesia \| 4.31 \| \| \| 3 \| M. Forty \| Sudáfrica \| 4.06 \| \| \| Fuente: «Women's Shot Put B. Tokyo 1964». IPC. 1964. (enlace roto disponible en Internet Archive; véase el historial, la primera versión y la última). \| \| \| \| \| |                    |           |           |  |
| Atletismo: Mujeres lanzamiento de bala B |                    |           |           |  |
| | Deportista         | País      | Distancia |  |
| 1 | Susana Olarte      | Argentina | 4.36      |  |
| 2 | Lynnette Gilchrist | Rodesia   | 4.31      |  |
| 3 | M. Forty           | Sudáfrica | 4.06      |  |
| Fuente: «Women's Shot Put B. Tokyo 1964». IPC. 1964. (enlace roto disponible en Internet Archive; véase el historial, la primera versión y la última). |                    |           |           |  |

| Atletismo: Mujeres lanzamiento de clava B | Atletismo: Mujeres lanzamiento de clava B | Atletismo: Mujeres lanzamiento de clava B | Atletismo: Mujeres lanzamiento de clava B | Atletismo: Mujeres lanzamiento de clava B |
| | Deportista                                | País                                      | Distancia                                 |                                           |
| --- | ----------------------------------------- | ----------------------------------------- | ----------------------------------------- | ----------------------------------------- |
| 1 | Lynnette Gildchrist                       | Rodesia                                   | 22.85                                     |                                           |
| 2 | Susana Olarte                             | Argentina                                 | 17.37                                     |                                           |
| 3 | R. Harvey                                 | Gran Bretaña                              | 16.44                                     |                                           |
| Fuente: «Women's Shot Put B. Tokyo 1964». IPC. 1964. (enlace roto disponible en Internet Archive; véase el historial, la primera versión y la última). |                                           |                                           |                                           |                                           |

| Atletismo: Mujeres jabalina B | Atletismo: Mujeres jabalina B | Atletismo: Mujeres jabalina B | Atletismo: Mujeres jabalina B | Atletismo: Mujeres jabalina B |
| | Deportista                    | País                          | Distancia                     |                               |
| --- | ----------------------------- | ----------------------------- | ----------------------------- | ----------------------------- |
| 1 | Lynnette Gildchrist           | Rodesia                       | 12.50                         |                               |
| 2 | Susana Olarte                 | Argentina                     | 11.70                         |                               |
| 3 | M. Forty                      | Sudáfrica                     | 9.94                          |                               |
| Fuente: «Women's Javalin B. Tokyo 1964». IPC. 1964. (enlace roto disponible en Internet Archive; véase el historial, la primera versión y la última). |                               |                               |                               |                               |

| Atletismo: Mujeres lanzamiento de disco B | Atletismo: Mujeres lanzamiento de disco B | Atletismo: Mujeres lanzamiento de disco B | Atletismo: Mujeres lanzamiento de disco B | Atletismo: Mujeres lanzamiento de disco B |
| | Deportista                                | País                                      | Distancia                                 |                                           |
| --- | ----------------------------------------- | ----------------------------------------- | ----------------------------------------- | ----------------------------------------- |
| 1 | M. Forty                                  | Sudáfrica                                 | 14.28                                     |                                           |
| 2 | Lynnette Gildchrist                       | Rodesia                                   | 14.23                                     |                                           |
| 3 | Susana Olarte                             | Argentina                                 | 11.57                                     |                                           |
| Fuente: «Women's Discus Throw B. Tokyo 1964». IPC. 1964. (enlace roto disponible en Internet Archive; véase el historial, la primera versión y la última). |                                           |                                           |                                           |                                           |

### Juegos Paralímpicos de Tel Aviv 1968
En los Juegos Paralímpicos de Tel Aviv 1968 Susana Olarte ganó 5 medallas en atletismo y básquetbol en silla de ruedas: 3 de oro, 1 de plata y 1 de bronce. Rompió además los tres récords mundiales vigentes en las tres pruebas en que ganó las medallas de oro.

#### Atletismo
| Atletismo Mujeres Lanzamiento de clava C Participantes: 25 | Atletismo Mujeres Lanzamiento de clava C Participantes: 25 | Atletismo Mujeres Lanzamiento de clava C Participantes: 25 | Atletismo Mujeres Lanzamiento de clava C Participantes: 25 | Atletismo Mujeres Lanzamiento de clava C Participantes: 25 | Atletismo Mujeres Lanzamiento de clava C Participantes: 25 |
|                                                            | Atleta                                                     | País                                                       | Distancia (m.)                                             |                                                            |                                                            |
| ---------------------------------------------------------- | ---------------------------------------------------------- | ---------------------------------------------------------- | ---------------------------------------------------------- | ---------------------------------------------------------- | ---------------------------------------------------------- |
| 1                                                          | Susana Olarte                                              | Argentina                                                  | 29.30                                                      |                                                            | RM                                                         |
| 2                                                          | Le Roux                                                    | Sudáfrica                                                  | 26.62                                                      |                                                            |                                                            |
| 3                                                          | Seeley                                                     | Canadá                                                     | 23.75                                                      |                                                            |                                                            |
| Fuente: IPC.                                               |                                                            |                                                            |                                                            |                                                            |                                                            |

| Atletismo Mujeres Lanzamiento de disco C Participantes: 24 | Atletismo Mujeres Lanzamiento de disco C Participantes: 24 | Atletismo Mujeres Lanzamiento de disco C Participantes: 24 | Atletismo Mujeres Lanzamiento de disco C Participantes: 24 | Atletismo Mujeres Lanzamiento de disco C Participantes: 24 | Atletismo Mujeres Lanzamiento de disco C Participantes: 24 |
|                                                            | Atleta                                                     | País                                                       | Distancia (m.)                                             |                                                            |                                                            |
| ---------------------------------------------------------- | ---------------------------------------------------------- | ---------------------------------------------------------- | ---------------------------------------------------------- | ---------------------------------------------------------- | ---------------------------------------------------------- |
| 1                                                          | Susana Olarte                                              | Argentina                                                  | 17.01                                                      |                                                            | RM                                                         |
| 2                                                          | Le Roux                                                    | Sudáfrica                                                  | 15.81                                                      |                                                            |                                                            |
| 3                                                          | Eve M. Rimmer                                              | Nueva Zelanda                                              | 14.85                                                      |                                                            |                                                            |
| Fuente: IPC.                                               |                                                            |                                                            |                                                            |                                                            |                                                            |

| Atletismo Mujeres Lanzamiento de bala C Participantes: 29 | Atletismo Mujeres Lanzamiento de bala C Participantes: 29 | Atletismo Mujeres Lanzamiento de bala C Participantes: 29 | Atletismo Mujeres Lanzamiento de bala C Participantes: 29 | Atletismo Mujeres Lanzamiento de bala C Participantes: 29 | Atletismo Mujeres Lanzamiento de bala C Participantes: 29 |
|                                                           | Atleta                                                    | País                                                      | Distancia (m.)                                            |                                                           |                                                           |
| --------------------------------------------------------- | --------------------------------------------------------- | --------------------------------------------------------- | --------------------------------------------------------- | --------------------------------------------------------- | --------------------------------------------------------- |
| 1                                                         | Susana Olarte                                             | Argentina                                                 | 6.06                                                      |                                                           | RM                                                        |
| 2                                                         | Eve M. Rimmer                                             | Nueva Zelanda                                             | 5.89                                                      |                                                           |                                                           |
| 3                                                         | Ora Goldstein                                             | Israel                                                    | 5.43                                                      |                                                           |                                                           |
| Fuente: IPC.                                              |                                                           |                                                           |                                                           |                                                           |                                                           |

| Atletismo Mujeres Posta 4x40 m abierta Participantes: 8 | Atletismo Mujeres Posta 4x40 m abierta Participantes: 8 | Atletismo Mujeres Posta 4x40 m abierta Participantes: 8 | Atletismo Mujeres Posta 4x40 m abierta Participantes: 8 | Atletismo Mujeres Posta 4x40 m abierta Participantes: 8 |
|                                                         | Atleta                                                  | País                                                    | Tiempo                                                  |                                                         |
| ------------------------------------------------------- | ------------------------------------------------------- | ------------------------------------------------------- | ------------------------------------------------------- | ------------------------------------------------------- |
| 1                                                       | E. Cox Linda Stratman Jo Ann Keyser Carol Ann Giesse    | Estados Unidos                                          | 48.6                                                    |                                                         |
| 2                                                       | Batya Mishani Sharabi Even-Sahav Siri                   | Israel                                                  | 49.5                                                    |                                                         |
| 3                                                       | Noemí Tortul Susana Olarte Silvia Cochetti Amelia Mier  | Argentina                                               | 52.5                                                    |                                                         |
| Fuente: IPC.                                            |                                                         |                                                         |                                                         |                                                         |

#### Básquetbol en silla de ruedas
En los Juegos de Tel Aviv se incorporó el evento femenino del básquetbol en silla de ruedas. Participaron cinco países: Argentina, Austria, Estados Unidos, Gran Bretaña e Israel. El equipo argentino estuvo integrado por Silvia Cochetti, Estela Fernández, Dina Galíndez, Susana Masciotra, Amelia Mier, Susana Olarte y Noemí Tortul.
El equipo argentino venció a Estados Unidos 4-1, a Austria 22-15, a Gran Bretaña 8-2 y perdió con Israel 17-12, equipo este que ganó todos los partidos ganando la medalla de oro, en tanto que Argentina quedó segunda haciéndose acreedora a la medalla de plata, mientras que la de bronce correspondió a Estados Unidos.
| Básquetbol Mujeres Participantes: 5 países | Básquetbol Mujeres Participantes: 5 países | Básquetbol Mujeres Participantes: 5 países | Básquetbol Mujeres Participantes: 5 países | Básquetbol Mujeres Participantes: 5 países |
|                                            | País                                       | Ganó                                       | Perdió                                     |                                            |
| ------------------------------------------ | ------------------------------------------ | ------------------------------------------ | ------------------------------------------ | ------------------------------------------ |
| 1                                          | Israel                                     | 4                                          | 0                                          |                                            |
| 2                                          | Argentina                                  | 3                                          | 1                                          |                                            |
| 3                                          | Estados Unidos                             | 2                                          | 2                                          |                                            |
| 4                                          | Austria                                    | 1                                          | 3                                          |                                            |
| 5                                          | Gran Bretaña                               | 0                                          | 4                                          |                                            |
| Fuente: Wheelchairs can jump!              |                                            |                                            |                                            |                                            |

### Otras competencias internacionales
Olarte participó en los Juegos Parapanamericanos realizados en Buenos Aires en 1969, obteniendo cuatro medallas de oro en los lanzamientos de bala, disco y jabalina y en básquetbol en silla de ruedas. Concurrió también a los Juegos Mundiales IWAS, obteniendo medalla de oro en disco, posta y básquetbol en 1966. En los Juegos Parapanamericanos de Lima de 1973, ganó tres medallas de oro y una de bronce, en las mismas especialidades. En 1992 participó en los Juegos Panamericanos de Caracas obteniendo mención especial en los lanzamientos de bala y de disco.